# Detmold-Süd
Detmold-Sud a luat naștere în anul 1970 când orașul Detmold a fost împărțit în sectoare, ca Centrul, Detmold-Nord și Detmold-Süd. Localitățile (sectoarele) învecinate fiind Detmold-Nord, Spork-Eichholz, Hornoldendorf, Heiligenkirchen, Hiddesen și Heidenoldendorf. 